# Valsemølle (Flensborg)
Valsemølle (på tysk Walzenmühle) i Flensborg er et kulturhistorisk mindesmærke fra 1900-tallet. Møllen er placeret i Nystaden lidt nord for den indre by. Den historiske industrimølle huser i dag et erhverscenter.
Valsemøllen er opført i nygotisk stil i 1890. Med opførelsen af den damp- og senere el-drevne kornevalsemølle blev mange af byens hollandske vindmøller efterhånden udkonkurreret. Valsemøllen blev dermed et markant symbol på byens industrialisering i 1900-tallet. Bygningen bestod i begyndelsen af selve møllebygningen, et kedelhus og en direktørvilla. I 1895 kom magasinbygningen og i 1904 mellembygningen mellem kedelhuset og direktørvillaen til. Først i 1916/1917 blev det markante silotårn bygget. I 1911 gik møllen over fra dampkraft til elektrisk drift. I 1950 blev store dele af komplekset ombygget og udvidet. Som led i ombygningen blev også en smedje opført. Men efter flere år med underskud blev produktionen nedlagt i 1972. Derefter fungerede bygningen i flere år som magasin.
I 1999 blev møllen fredet, og i årene efter gik man i gang med planerne om en omfattende renovering og omfunktionering. I 2005 startede ombygningen. En del af komplekset blev revet ned, blandt andet kedelhuset og smedjen. De resterende bygninger blev restaureret og ombygget til erhverv og beboelsesejendom. Den u-formede kernebygning blev samtidig suppleret med en modern tilbygning af glas. På den måde kombineres moderne design med den historiske kernebygning. Hele ombygningen kostede ca. 12 mio. €, hvoraf 4,9 mio. € kom som støttemidler fra henholdsvis EU og det offentlige.
Valsemøllen fremstår i dag som markant industrihistoriske mindesmærke, der præger hele bydelen Nystaden. Møllen er også et eksempel på arkitektur, hvor nyt og gammelt er tænkt sammen som del af byudviklingen.
Bygningen huser i dag forskellige virksomheder. Hvert år i december danner valsemøllen ramme for et adventsmarked til gode formål – organiseret af byens velgørenhedsforeninger.